# Apristus cephalus
Apristus cephalus är en skalbaggsart som beskrevs av Thomas Casey. Apristus cephalus ingår i släktet Apristus och familjen jordlöpare. Inga underarter finns listade i Catalogue of Life.